# Prioneris sita
Prioneris sita is een vlindersoort uit de familie van de Pieridae (witjes), onderfamilie Pierinae.
De vlinder lijkt sterk op Delias eucharis, er is sprake van mimicry van Bates.

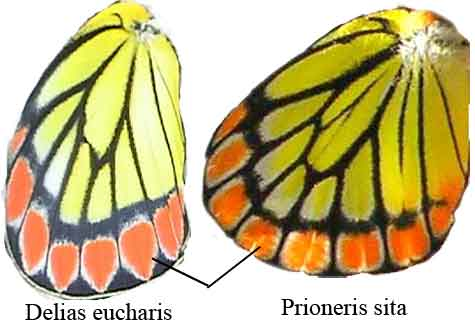
Onderscheid tussen P. sita en D. eucharis

Prioneris sita werd in 1865 beschreven door C. & R. Felder.